# 보라니
보라니(페르시아어: بورانی)는 이란을 비롯한 옛 페르시아 지역의 요구르트 샐러드이다. 흔히 시금치와 요구르트로 만들며, 고대 페르시아에서는 가지로 만들었다.

## 이름
- 보라느(아제르바이잔어·튀르키예어: boranı)
- 보라니(페르시아어: بورانی)
- 보라니크(쿠르드어: boranîk)
- 부라니(알바니아어: burani)

## 종류
- 보라니에 라부(بورانی لبو): 비트
- 보라니에 바뎀잔(بورانی بادمجان): 가지
- 보라니에 에스페나지(بورانی اسفناج): 시금치
- 보라니에 히야르(بورانی خیار): 오이
- 보라니에 카두 할바이(بورانی کدو حلوایی): 호박

## 같이 보기
- 마스트 오 히야르